# Thật Hiền
Thật Hiền (zh. 實賢 Shixian, 1686-1734), cũng được gọi là Thật Hiền Đại sư, tự là Tư Tề, hiệu Tỉnh Am, là một vị cao tăng, Thiền sư Trung Quốc đời Thanh. Ông vừa đồng thời là tổ sư của Thiền tông và Thiên thai tông, vừa được tôn xưng là vị tổ thứ 11 của tông Tịnh Độ tại Trung Quốc. 

## Hành trạng
Ông họ Thời, quê ở Thường Thục, tỉnh Giang Tô, gia đình ông vốn có truyền thống Nho học. Từ nhỏ ông đã thông minh và có chí xuất trần, không thích ăn thịt cá tanh hôi.
Năm 15 tuổi, ông xuất gia. Ông có tài đọc kinh chỉ một lần là nhớ mãi không quên.
Năm 24 tuổi, ông thọ giới cụ túc. Từ đây ông nghiêm trì giới luật, không rời y bát, mỗi ngày chỉ ăn một bữa và thường ngồi không nằm.
Ông từng tới chổ Đại sư Thiệu Đàm nghe giảng các kinh như Duy Thức, Lăng Nghiêm, Ma Ha Chỉ Quán,.. và nhờ đó mà ông thông suốt yếu chỉ của các tông Thiên Thai, Pháp Tướng. Ông được Pháp sư Thiệu Đàm nhận làm truyền nhân đời thứ 4 của phái Linh Phong thuộc tông Thiên Thai.
Sau ông lại tham câu thoại "Niệm Phật là ai?" và được khai ngộ. Ông bèn cảm khái nói rằng: "Tôi đã tỉnh giấc mơ!"
Tiếp đến ông đóng cửa nhập thất ba năm tại chùa Chân Tịch, ngày thì đọc Tam tạng giáo điển, ban đêm lại niệm Phật. Hết thời kỳ nhập thất, ông đến chùa A Dục Vương lễ bái xá lợi Phật rồi đến trụ trì tại chùa Thiên Lâm ở Hàng Châu.
Năm Ung Chính thứ 7 (1729), ông phát nguyện trọn đời chuyên tu Tịnh Độ và thành lập Liên Xã để quảng bá niệm Phật. Người đương thời tôn xưng ông là ngài Vĩnh Minh tái lai.

Khi có người hỏi về tông chỉ niệm Phật, ông đáp rằng:
Một câu A Di Đà
Là việc đầu công án
Không thương lượng chi khác
Thẳng ngay liền quyết đoán,
Ví như đống lửa lớn
Nhảy vào liền cháy tan
Lại như gươm Thái A
Xông vào liền dứt đoạn
Sáu chữ gồm nhiếp thâu
Tám muôn tư pháp tạng
Một câu giải quyết xong
Ngàn bảy trăm công án
Mặc ai không thích nghe
Ta tự tâm tâm niệm
Xin bất tất nhiều lời
Gắng một lòng không loạn! 
Năm Ung Chính thứ 11 (1733), ông biết trước thời gian vãng sinh nên càng niệm Phật chí thiết, ngày đêm thường niệm hơn mười vạn lần.
Ngày 14 tháng 4 năm Ung Chính thứ 12 (1734), ông thị tich, thọ 49 tuổi.

## Tác phẩm
Dưới đây là một số tác phẩm do ông sáng tác còn được lưu lại:
- Tịnh Độ Thi, 108 bài
- Tây Phương Phát Nguyện Văn Chú
- Tục Vãng Sinh Truyện, 1 quyển
- Niết Bàn Sám
- Khuyến Phát Bồ Đề Tâm Văn, 1 quyển